# Endolinfa
L'endolinfa è un liquido contenuto nel labirinto membranoso dell'orecchio interno, in particolar modo nella rampa media della coclea, nei canali semicircolari, nell'utricolo e nel sacculo.
Si differenzia dalla perilinfa, contenuta nelle rampe timpanica e vestibolare della coclea, per la concentrazione bassa di sodio ed elevata di potassio, quest'ultima fondamentale per tutti i fenomeni elettrici associati alle membrane delle cellule sensoriali dell'orecchio interno. Lo ione che causa una depolarizzazione con conseguente aumento della concentrazione di calcio nelle cellule ciliate è infatti il potassio. Presenta inoltre un'elevata concentrazione di cloro, che compensa la scarsa quantità di proteine.
La produzione avviene all'interno del labirinto e più precisamente in una struttura del sistema vestibolare (alla base della cresta ampollare dei canali semicircolari) e in una struttura del sistema cocleare, la stria vascolare, ad opera degli endolinfociti .